# Schnuppertag – Gesänge aus dem Land der Discounter
Schnuppertag – Gesänge aus dem Land der Discounter ist ein Hörspiel von Frieder Butzmann und Barbara Eisenmann aus dem Jahr 2009. 

## Produktion
Das Hörspiel wurde vom Südwestrundfunk und dem Westdeutschen Rundfunk produziert. 
Gesungen und gesprochen wird das Hörspiel von Britta-Ann Flechsenhar, Ute Kannenberg, Daniel Mattar und Lars Rudolph. Ansager ist Sven-Åke Johansson.
Frieder Butzmann war für die musikalische Umsetzung und die Regie des Hörspiels zuständig. Der 1954 in Konstanz geborene deutsche Komponist, Hörspielautor und Performancekünstler wird gelegentlich zu den „Genialen Dilettanten“ gerechnet.
Barbara Eisenmann war für die konzeptionelle und textuelle Umsetzung des Hörspiels zuständig. Die 1960 in München geborene Eisenmann studierte Hispanistik und Germanistik und arbeitete als Radioautorin und -regisseurin.

## Inhalt
Das Hörspiel, das auch unter dem Namen „ALDI-Operette“ bekannt ist, umfasst insgesamt zehn Kapitel und hat eine Länge von circa 55 Minuten. Insgesamt sind vier Stimmen, ein Ansager und ein Chor zu hören. Das Hörspiel zeigt unterschiedliche und mitunter unglaubliche Berichte aus der Arbeitswelt eines Discounters. Die Berichte entstammen Internetforen und Weblogs und wurden von Verkäuferinnen, Praktikanten, Trainees, Bewerberinnen und Verkaufsleitern der Discounter Aldi, Schlecker, Plus und Lidl geschrieben. Das Weblogmaterial ist von Butzmann und Eisenmann in mehreren Schritten sprachlich- musikalisch überarbeitet worden. 
Zu Beginn jedes Kapitels gibt es Anweisungen aus der Regie, die das jeweilige Thema musikalisch-literarisch unterstreichen sollen.
Das erste Kapitel, „Schnuppertag“, veranschaulicht den Beginn eines Arbeitsverhältnisses bei einem Discounter. 
Kapitel zwei, „Die Nachwuchsführungskraft“, stellt den Arbeitsalltag einer Nachwuchsführungskraft dar. Die erschreckenden Konsequenzen dieser Tätigkeit werden durch den Chor verstärkt. „Der Testkauf“ ist Gegenstand des dritten Kapitels. Charakteristisch ist die dramatische Spielweise, die bei der Beschreibung eines Testkaufes zum Tragen kommt. Kapitel vier, „Licht“ enthält kaum Text. Im Hintergrund sind Geräusche von Barcodescannern und Einkaufswagen zu hören. Kapitel fünf, „Personalkosten“, ist durch zahlreiche Regieanweisungen innerhalb des Kapitels und die Darstellung vieler unterschiedlicher Beiträge gekennzeichnet. Im sechsten Kapitel, „Die Führungskräfte“, wird in vier Monologen die Situation von Vertriebsleitern bei Discountern dargestellt und mit teilweise monumentaler Musik gemischt. Kapitel sieben, „Die Abschussliste“, veranschaulicht die Art und Weise, wie Mitarbeitern von Discountern gekündigt wurde. Aufgenommen wird dies in einer Art Sprechgesang, der im Gehen aufgezeichnet wird. Kapitel acht, „Mitarbeiterkontrolle“, wird schwermütig und nachdenklich dargestellt und zeigt die Überwachungsmechanismen der Discounter zur besseren Mitarbeiterkontrolle. Kapitel neun, „Der Arbeitsmarkt“, wird durch einen heimlichen telefonischen Dialog dargestellt und vermittelt dem Hörer die Schwierigkeiten auf dem Arbeitsmarkt. Das letzte Kapitel, „Die Kündigung“, schließt den Kreis vom Beginn bis zum Ende einer Tätigkeit bei einem Discounter. Hier wird monologisch ein Kündigungsgespräch veranschaulicht.

## Interpretationsansatz
Die Arbeits- und Erlebnisberichte sind oft absurd und erschreckend, manchmal tragikomisch und unvorstellbar und geben einen interessanten Überblick auf die Arbeitswelt der Discounter. Der ursprünglich dokumentarische Ansatz, die Verhältnisse in großen Supermarktketten vom Praktikanten bis zum Bereichsleiter zu zeigen, wurde durch Frieder Butzmann und Barbara Eisenmann zu einem eigenen Werk aus den Originaltönen komponiert.

## Auszeichnungen
Bei den ARD-Hörspieltagen 2009 wurde das Hörspiel im Medientheater aufgeführt.
Es wurde darüber hinaus für den Prix Europa in Berlin nominiert, dem größten Medienwettbewerb seiner Art in Europa und zugleich einem wichtigen, medienübergreifenden Branchentreff.